# 金霞駅
金霞駅（きんかえき）は中華人民共和国湖南省長沙市開福区にある1号線の駅である。

## 沿革
- 2024年6月28日：開業[3]。

## 駅構造
- 島式ホーム1面

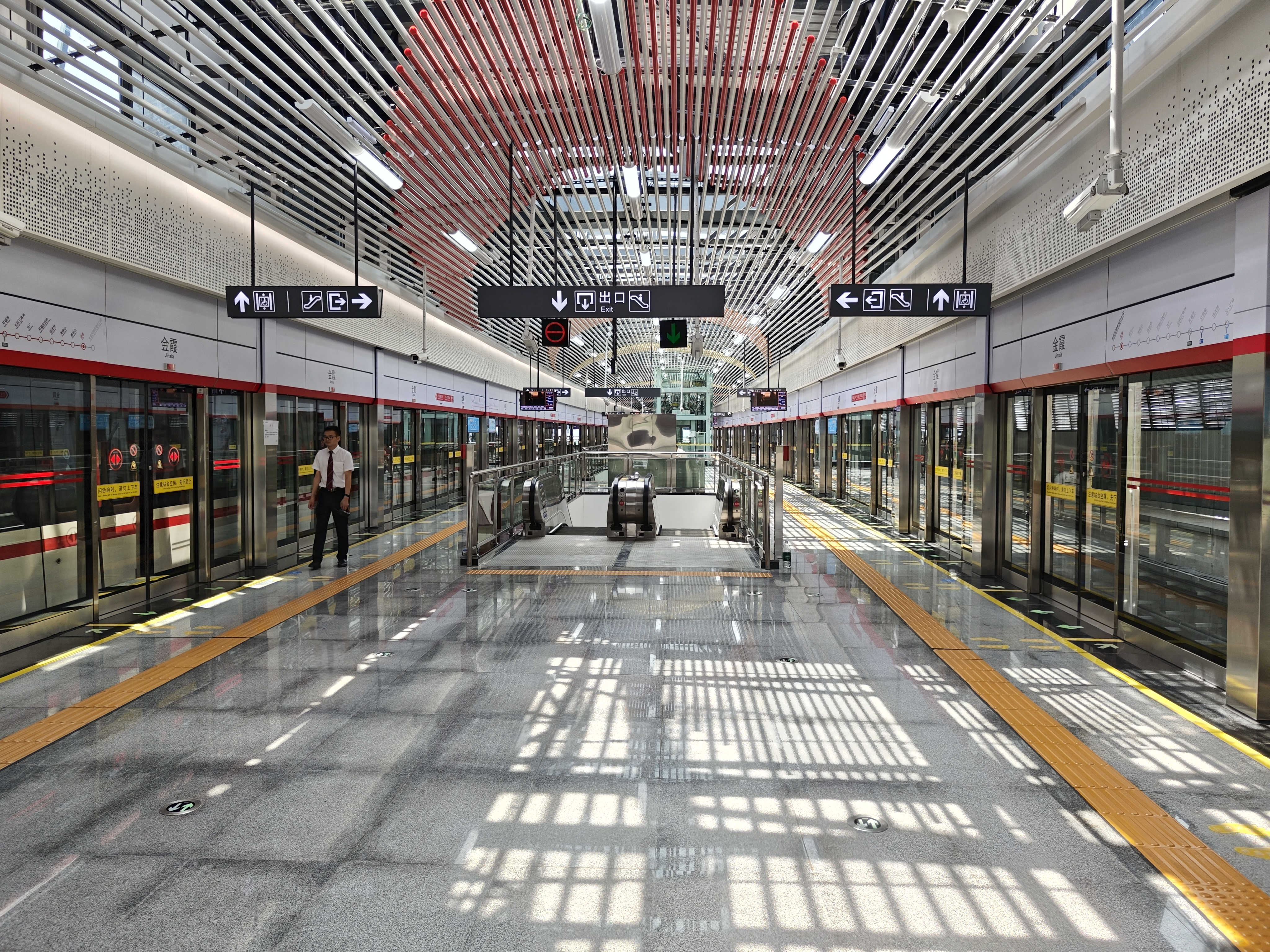
ホーム(2024年7月)

## 駅周辺
- 湖南師大附中植基中学
- 長沙渉外旅遊職業中専
- 金霞物流園